# Rivière Ostaboningue
La rivière Ostaboningue est un affluent du lac Hunter’s Point lequel est traversé vers les Sud-Ouest par la rivière Audoin. Elle coule dans la partie nord-ouest de la zec de Kipawa, dans le territoire non organisé de Les Lacs-du-Témiscamingue, dans la municipalité régionale de comté (MRC) de Témiscamingue, dans la région administrative de Abitibi-Témiscamingue, au Québec, au Canada.
La rivière Ostaboningue coule entièrement en territoire forestier. La foresterie constitue la principale activité économique de se bassin versant. La surface de la rivière est habituellement gelée de la mi-décembre à la mi-avril.

## Géographie
La rivière Ostaboningue prend sa source au lac Dupuis (altitude : 330 m) d'où elle coule vers le sud-ouest sur 12 km traverse le lac Ostaboningue du nord au sud sur 31 km et, après 4 km, se jette dans la rivière
Les bassins versants voisins de la rivière Ostoboningue sont :
- Côté nord : lac Ostaboningue ;
- Côté est : lac Kikwissi ;
- Côté sud : lac Audoin, lac Sunnyside, lac Kipawa, lac Hunter, rivière Kipawa ;
- Côté ouest : rivière des Lacs, rivière Kipawa, rivière des Outaouais.

À partir du lac Ostaboningue, la rivière Ostaboningue coule sur 3,9 km selon les segments suivants :
- 2,6 km vers le sud-est, jusqu’à la décharge (venant du sud-est) de deux lacs non identifiés ;
- 1,3 km vers le sud, jusqu'à sa confluence, soit la rive nord du lac Hunter’s Point (altitude : 270 m)[2].

La rivière Ostaboningue se décharge sur la rive nord du lac Ostaboningue lequel est contiguë par le cours de la rivière Audoin avec un ensemble de lacs dont Sunnyside et lac Kipawa que traverse la rivière Kipawa.
Cette confluence de la rivière Ostaboningue est située dans le territoire non organisé de Les Lacs-du-Témiscamingue, à 29,9 km au nord-est du centre du village de Kapawa, à km au nord-est du centre du village de Témiscaming et à 46,1 km à l'est de la confluence de la rivière Kipawa.

## Toponymie
D'origine algonquine, ce toponyme figure sur un brouillon datant de 1961. Il est répertorié Ostoboning dans le Dictionnaire des Rivières et Lacs de la Province de Québec (1925). Selon le père Joseph-Étienne Guinard, ce terme signifie « Ceux qui font rôtir par le moyen de pierres chaudes ». Les Algonquins de Lac-Simon identifient ce lac sous le nom de Notin Sakaigan signifiant lac des vents.
Le toponyme rivière Ostaboningue a été officialisé le 5 décembre 1968 à la Commission de toponymie du Québec.